# Madiswil
Madiswil (im örtlichen Dialekt [ˌmadisˈʋiu], salopp auch Madis) ist eine Einwohnergemeinde im Verwaltungskreis Oberaargau des Schweizer Kantons Bern.
Unter dem Namen Madiswil existiert neben der Einwohnergemeinde auch eine Burgergemeinde und eine evangelisch-reformierte Kirchgemeinde.

## Geographie
Madiswil liegt im Oberaargau im Schweizer Mittelland. Da die Nachbargemeinden sehr klein sind und Madiswil die flächenmässig grösste Gemeinde im Amt ist, grenzt Madiswil an viele Gemeinden. Es sind dies Lotzwil, Busswil bei Melchnau, Melchnau, Reisiswil, Gondiswil, Auswil, Rohrbach, Rohrbachgraben, Ursenbach, Ochlenberg und Rütschelen. Der Fluss Langete fliesst im Westen durch das Dorf. Das Gemeindegebiet umfasst neben dem eigentlichen Dorf noch die Ortsteile Bisegg, Gutenburg, Mättenbach und Wyssbach sowie die Weiler Ghürn, Rüppiswil und Roschbach/Hochrüti und seit dem 1. Januar 2011 die früheren Gemeinden Kleindietwil und Leimiswil. Das grosse Gebiet macht denn auch den Unterhalt eines Strassennetzes von rund 45 km notwendig.

## Politik
Präsident des siebenköpfigen Gemeinderates ist Ulrich Werren (Stand 2025).

## Verkehr
Der Bahnhof Madiswil liegt zusammen mit den Haltestellen Lindenholz, Gutenburg und dem Bahnhof Kleindietwil an der Bahnstrecke Langenthal–Huttwil und wird durch S-Bahn-Züge der BLS bedient. Da Madiswil zwischen Langenthal und Huttwil liegt und auf dieser Strecke diverse Strassen in kleinere Dörfer abzweigen, die keine Anbindung an den öffentlichen Verkehr haben, gibt es relativ viel Individualverkehr, der sich aufgrund des Bahnübergangs zwischen Madiswil und Lindenholz auch öfters über mehrere hundert Meter aufstauen kann. Für Velos und Mofas gibt es ausgeschilderte und markierte Velowege, die grösstenteils baulich von der Hauptstrasse getrennt sind.

## Medien
Seit 2005 erscheint sechsmal jährlich die Dorfzeitung Linksmähder (Das Forum für Madiswil) in einer Auflage von 1800 Exemplaren. Herausgeber ist der Ortsverein Madiswil.

## Geschichte

### Bis 1800
Madiswil lag, wie fossile Funde belegen, wie jedes Gebiet zwischen Alpen, Schwarzwald und Schwäbischer Alb einst im Molassemeer. Versteinerte Zähne oder Muscheln aus dieser Zeit finden sich relativ häufig und ohne grössere Anstrengungen. Funde belegen auch die Anwesenheit von Kelten und Römern im Oberaargau. Besonders in Gutenburg werden keltische Wurzeln vermutet. Aus der Zeit des 4. und 5. Jahrhunderts finden sich in Madiswil einige Fliehburgen, die aber nicht mit Sicherheit datiert werden konnten. Eine dieser Fliehburgen befindet sich in der Nähe vom Bad Bürgisweier.
Das erste Mal wird Madiswil unter dem Namen Madaletswilare in einer Urkunde des Klosters St. Gallen vom Jahre 795 zusammen mit Rohrbach genannt. Es handelte sich hierbei um die Schenkung der Dorfkirche von Heribold, der seine Kirche in Madiswil der St. Martinskirche in Rohrbach vermachte. Damit gehört Madiswil neben Rohrbach zu den am frühesten erwähnten Ortschaften des Oberaargaus. Der Name ist eine Zusammensetzung eines althochdeutschen männlichen Personennamens wie Madalolt mit althochdeutsch wīlāri «Weiler, Gehöft» und bedeutet damit «beim Gehöft des Madalolt».
Die Herrschaft über Madiswil wurde somit geteilt durch geistliche und weltliche Herrscher, allen voran die von Grünenberg und das Kloster St. Urban. Zusammen mit Leimiswil bildete Madiswil ein weltliches und geistliches Gericht. Während des Alten Zürichkrieges hielten die Grünenberg treu zu Österreich, so dass Madiswil 1443/44 von Bern belagert, besetzt und einverleibt wurde. Ohne Leimiswil wurde es zunächst dem Distrikt Langenthal zugeschlagen und später, während der Helvetik, dem Oberamt Aarwangen eingegliedert.
Bemerkenswert sind ebenfalls die berühmten Wassermatten von Madiswil und Lotzwil. Im 16. Jahrhundert begannen die Mönche von St. Urban das Wasser des Flüsschens Langete zur Bewässerung der Felder zu nutzen.
Ortsteile von Madiswil, die vorher selbständig waren, wie beispielsweise Gutenburg, tauchten erst sehr viel später zum ersten Mal auf: Gutenburg wurde als Guotenberg erst 1277 erwähnt. In Gutenburg lebten zunächst Kelten, welche auf dem Turmhubel ihre heilige Stätte besassen. Politisch bedeutsam wurde Gutenburg, als es von den Freiherren von Utzigen beherrscht wurde. Ihre Burg, die Gutenburg, wurde auf dem Turmhügel erbaut, wo man den Grundriss heute noch erkennen kann. Ab 1300 verwickelte sich das Gutenburger Adelsgeschlecht in Streitigkeiten mit dem Kloster St. Urban und den Solothurnern, so dass 1370 die Herrschaft an die Herzöge von Österreich ging. Zu Herren über Gutenburg wurden nun die Grünenberg mit Sitz in Melchnau. Da sie wiederum grosse Schulden hatten, mussten sie ihre Herrschaften an die damals noch oberaargauische Stadt Burgdorf verkaufen. Damit endete die Herrschaft von Gutenburg endgültig, da die Stadt die Burg zerfallen liess. Der Ruinenturm stand bis 1799 noch in voller Höhe, ehe Burgdorf die Steine an einen Bauern in Kleindietwil verkaufte, der daraus eine Mühle fertigte. Heute deuten nur noch die Erdwälle auf die einst mächtige Vergangenheit Gutenburgs hin.
Bemerkenswert ist ebenfalls das seit dem 11. Jahrhundert überlieferte Bad Gutenburg. Ihm wurden Heilkräfte nachgesagt, und angeblich sollte es Narben vollständig heilen können. Die Gaststätte «Bad Gutenburg» ist somit eine der ältesten des Kantons Bern. Die Quelle selber und die Heilkräfte, die ihr nachgesagt wurden, blieben bis zum Zweiten Weltkrieg erhalten. Die Kurstätte starb mit dem Versiegen der Quelle, aber die Gaststätte existiert noch heute. Obwohl der Teich wie auch das Restaurant auf Lotzwiler Boden sind, spricht man noch heute vom Bad Gutenburg.

### Gegenwart: Gemeindefusionen

Luftbild (1970)

Die Gemeinden Madiswil und Gutenburg (BFS-Nr. 0327) schlossen sich mit Wirkung auf den 1. Januar 2007 zur neuen Gemeinde Madiswil zusammen. Anlässlich der Gemeindeversammlungen vom 7. Juni 2006 hatten beide Gemeinden der Fusion zugestimmt. Der Regierungsrat des Kantons Bern beantragte darauf beim Grossen Rat des Kantons Bern am 15. Juni 2006, den Zusammenschluss und die Fusionsverträge zu genehmigen.
Unter dem Motto «Drei Dörfer – Eine Gemeinde» entschieden die Gemeindeversammlungen von Madiswil, Kleindietwil und Leimiswil vom 12. Dezember 2009 über eine weitere Fusion, welcher in allen drei Gemeinden mit grosser Mehrheit zugestimmt wurde. Dadurch entstand am 1. Januar 2011 die neue Einwohnergemeinde Madiswil mit rund 3100 Einwohnern und einer  Fläche von 23 km².

### Dorflegende
Die Geschichte von Ueli, dem Linksmähder, ist eine alte Sage von Madiswil. Es gibt verschiedene Varianten:
Es war einmal ein reicher Bauer. Der hatte eine bildschöne Tochter namens Vreni, welche vielen Männern gefiel. Also auch Ueli, der bei ihrem Vater um die Hand der Holden anhielt. Vrenis Vater wollte sie aber nicht so leicht weggeben und forderte Ueli auf, ein Kreuz in die Grossmatt zu mähen. Weil er gut mit der linken Hand mähen konnte, musste er dies auch tun. Er ging eifrig an die Arbeit, bis er plötzlich einen Schlag im Herzen spürte. Dies musste seine alte Kriegswunde sein! Er war beinahe fertig und strengte sich an für den letzten Streich. Doch dieser kostete ihn das Leben.
In anderen Versionen spielt auch der Junker Lombach, der mit Vreni verlobt ist, eine Rolle. Ueli erhebt gegen ihn die Hand, und so wird er dazu bestraft, ein Kreuz in die Grossmatt zu mähen. In beiden Versionen liebte Vreni immer Ueli und keinesfalls den Junker. Manchmal nimmt sich Vreni auch selber das Leben am Ende der Sage.
Die Sage wurde auch literarisch verarbeitet. So entstanden insgesamt drei Theaterstücke, ein Gedicht und eine Ballade. Dabei wurde das Geschehen meistens ins 14. Jahrhundert verschoben. Der Linksmähder taucht im Jahre 1737 zum ersten Mal als Bild auf. Dabei handelte es sich um ein Kirchenfenster, welches die Kirchgemeinde Madiswil der Kirchgemeinde Melchnau schenkte. Allerdings führte der Mähder die Sense mit der rechten Hand. Das Stück, welches noch heute regelmässig in Madiswil aufgeführt wird, datierte man in den Frühsommer von 1648.
Das Madiswiler Wappen, welches vorher eine Rübe darstellte, wurde lange schon vor dem Wiederaufkommen der Sage im Jahre 1847 zum Linksmähder geändert. Allerdings war man sich nie einig, welches Wappen nun galt und wie der Linksmähder aussah. Erst 1946 wurde der Linksmähder auf grünem Grund offiziell das Wappen von Madiswil.
Die Rübe war früher das Wappen von Madiswil gewesen, weil Madiswil weit bekannt für die guten Rüben war. Noch heute gibt es zwei örtliche Feiertage, bei denen die Schulkinder normalerweise frei bekommen: den Rübensonntag (auch als «Rübenchilbi» bekannt) und den Rübenmontag, welche in der letzten Oktoberwoche ausgeübt werden.

## Bilder

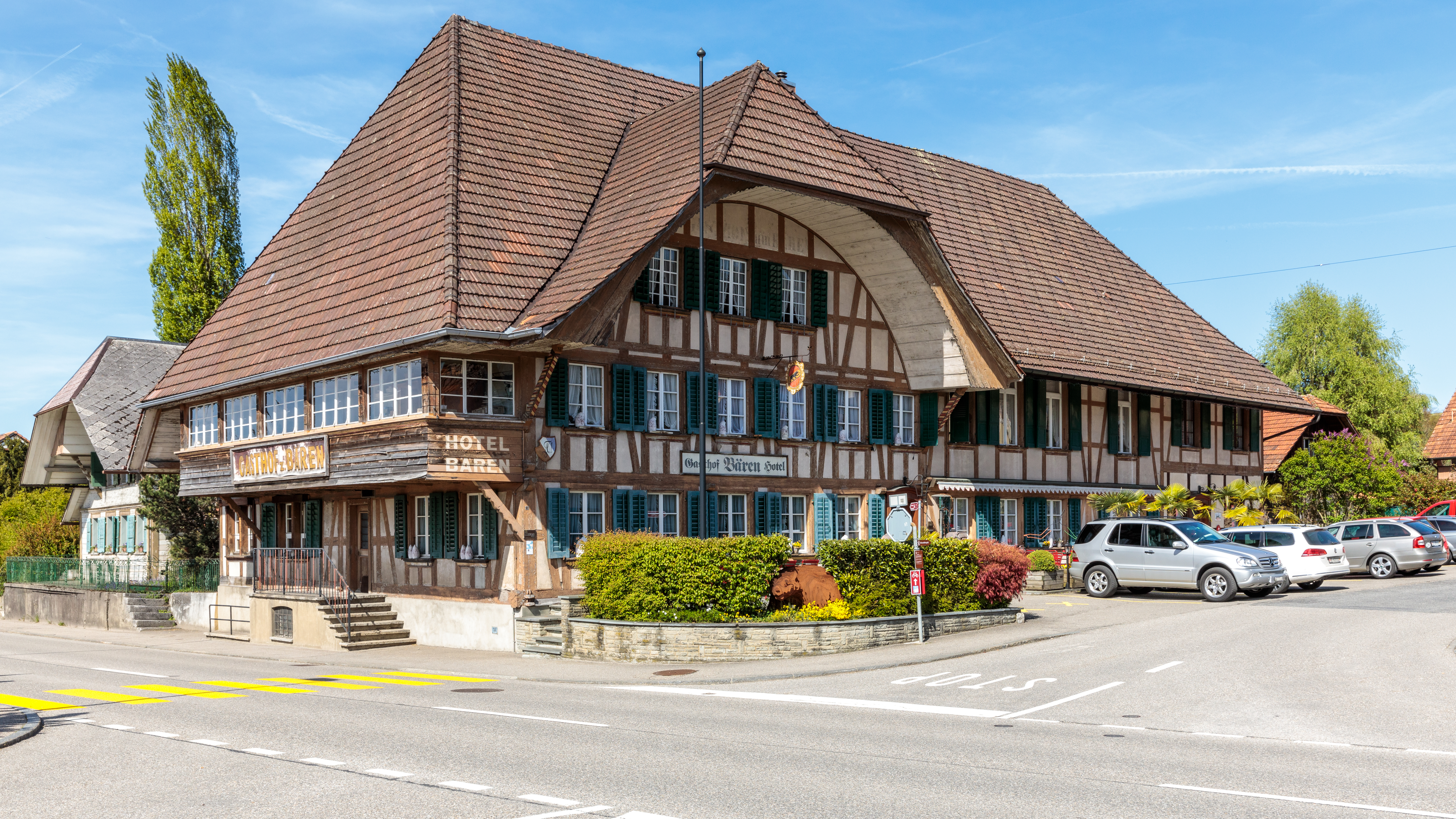
Gasthof «Bären»
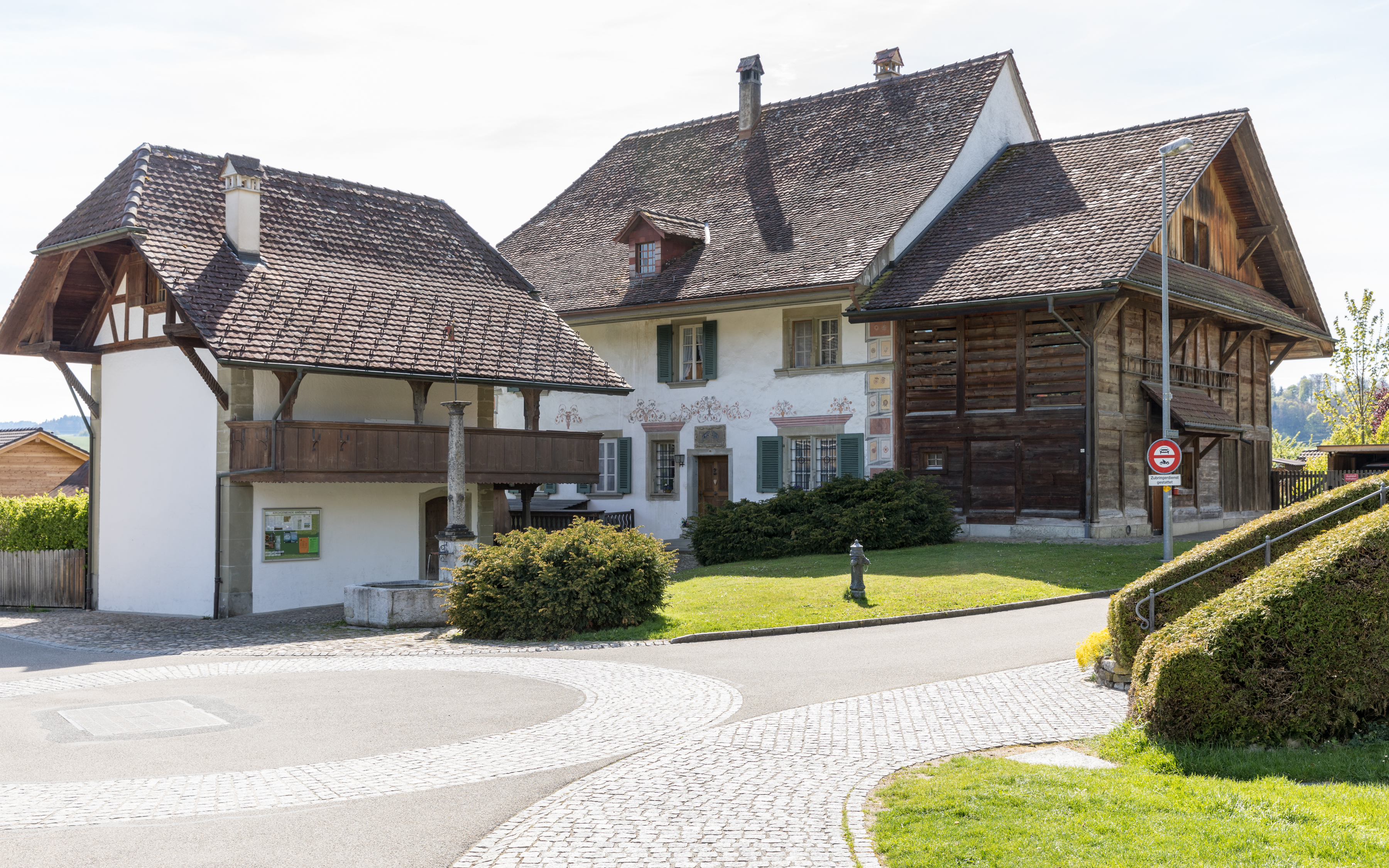
Pfarrhaus (Bj. 1607) mit Scheune und Ofenhausstöckli
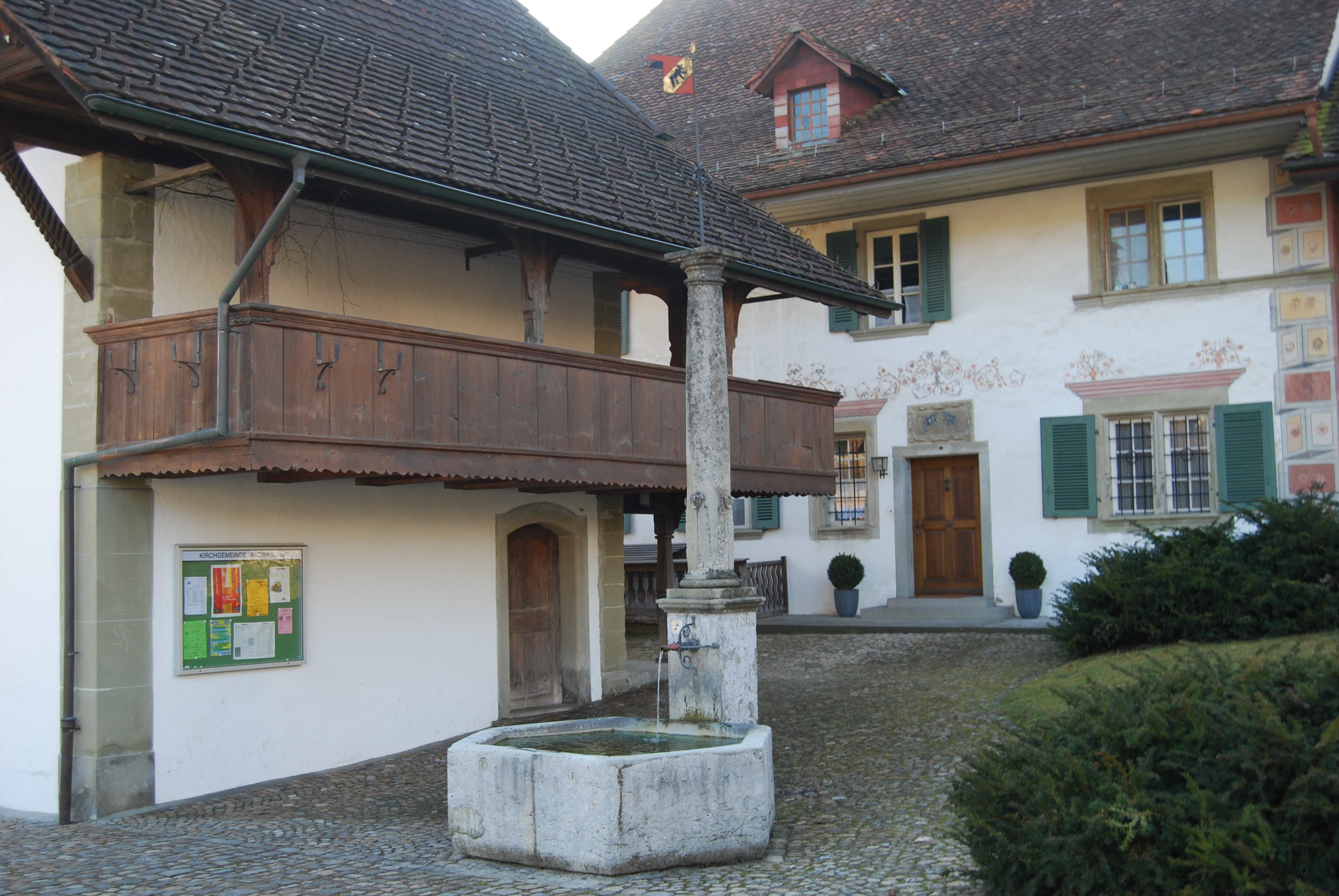
Kirchgemeindehaus Madiswil
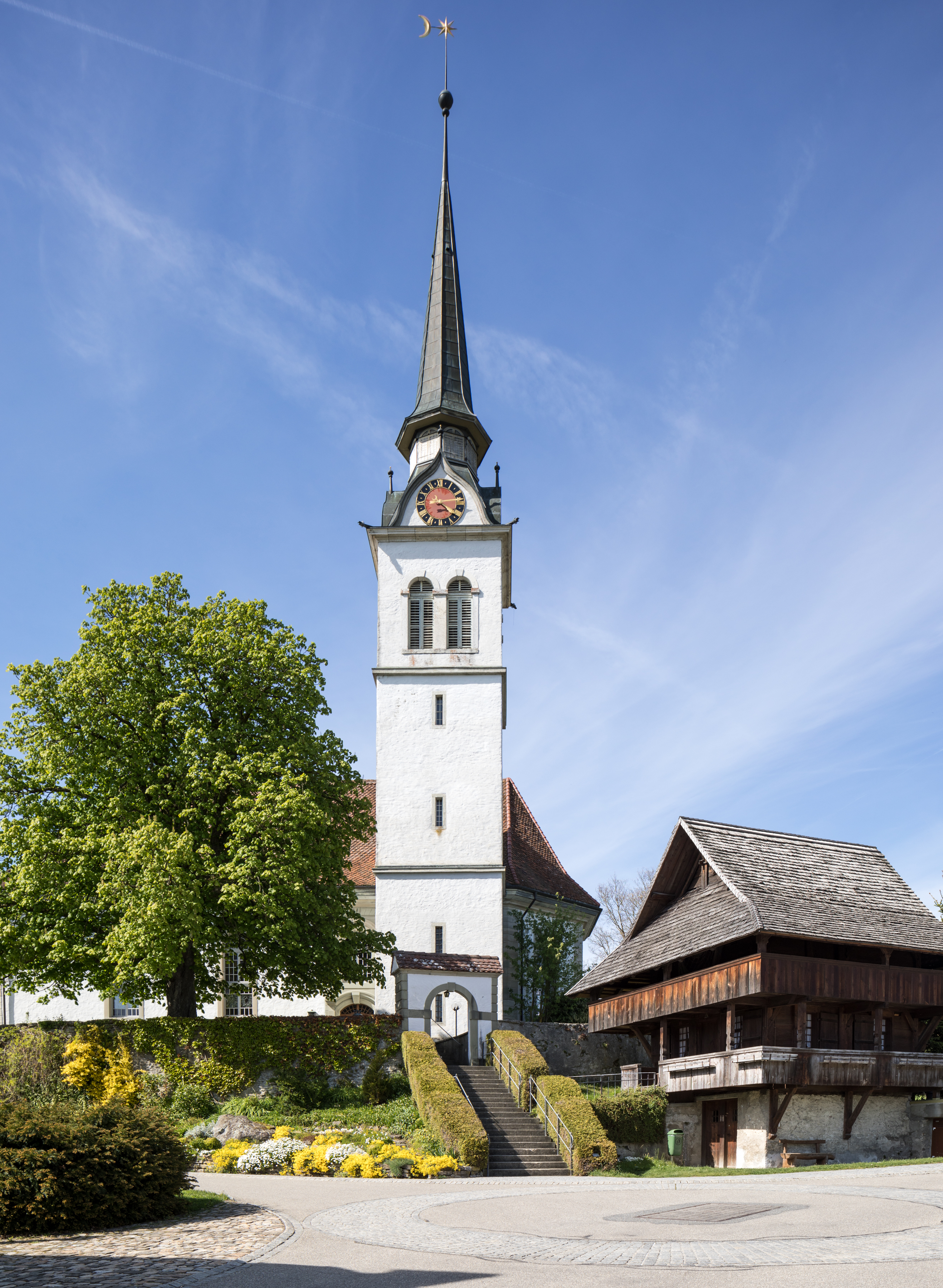
Reformierte Kirche und ehem. Zehntspeicher
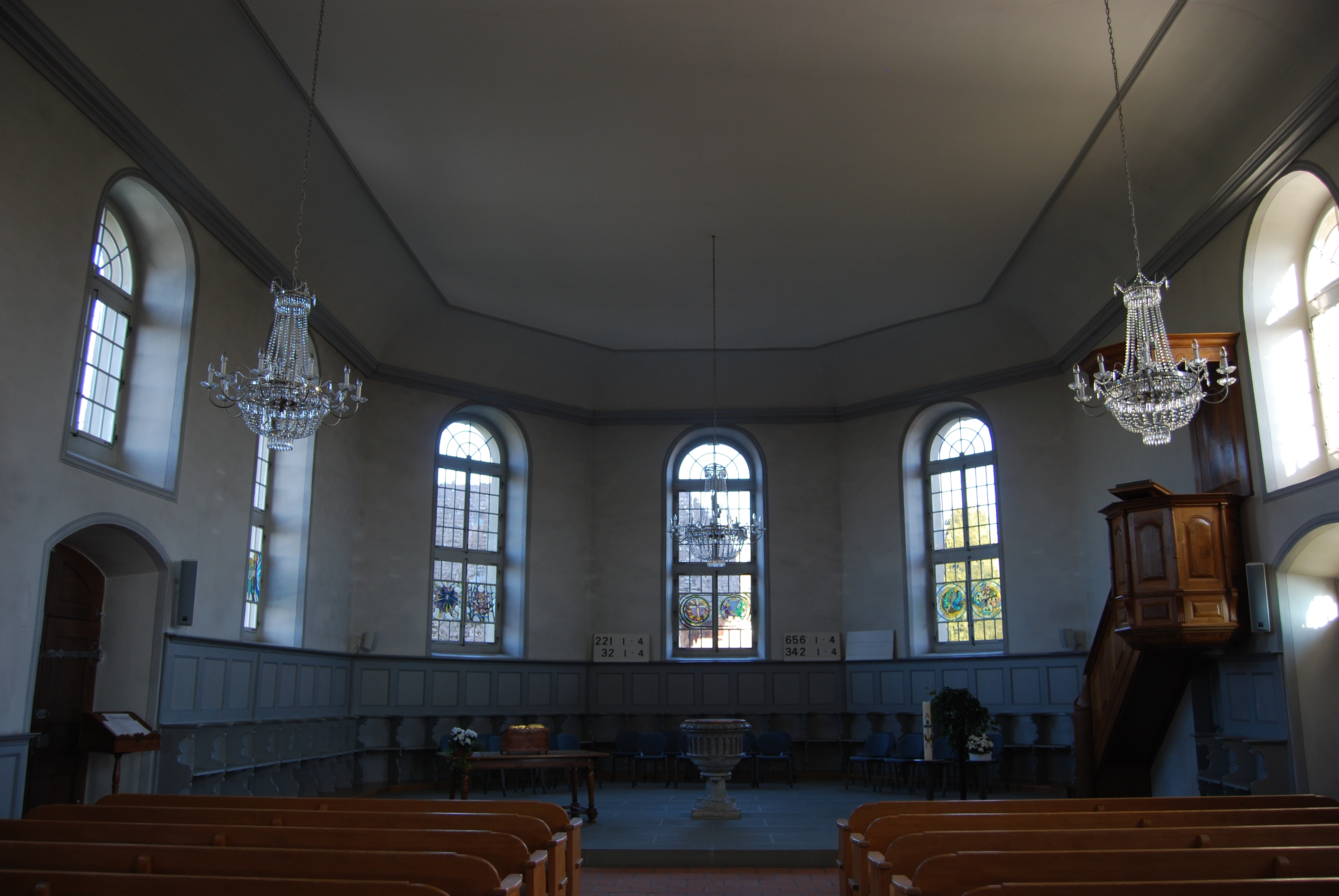
Innenansicht der Kirche
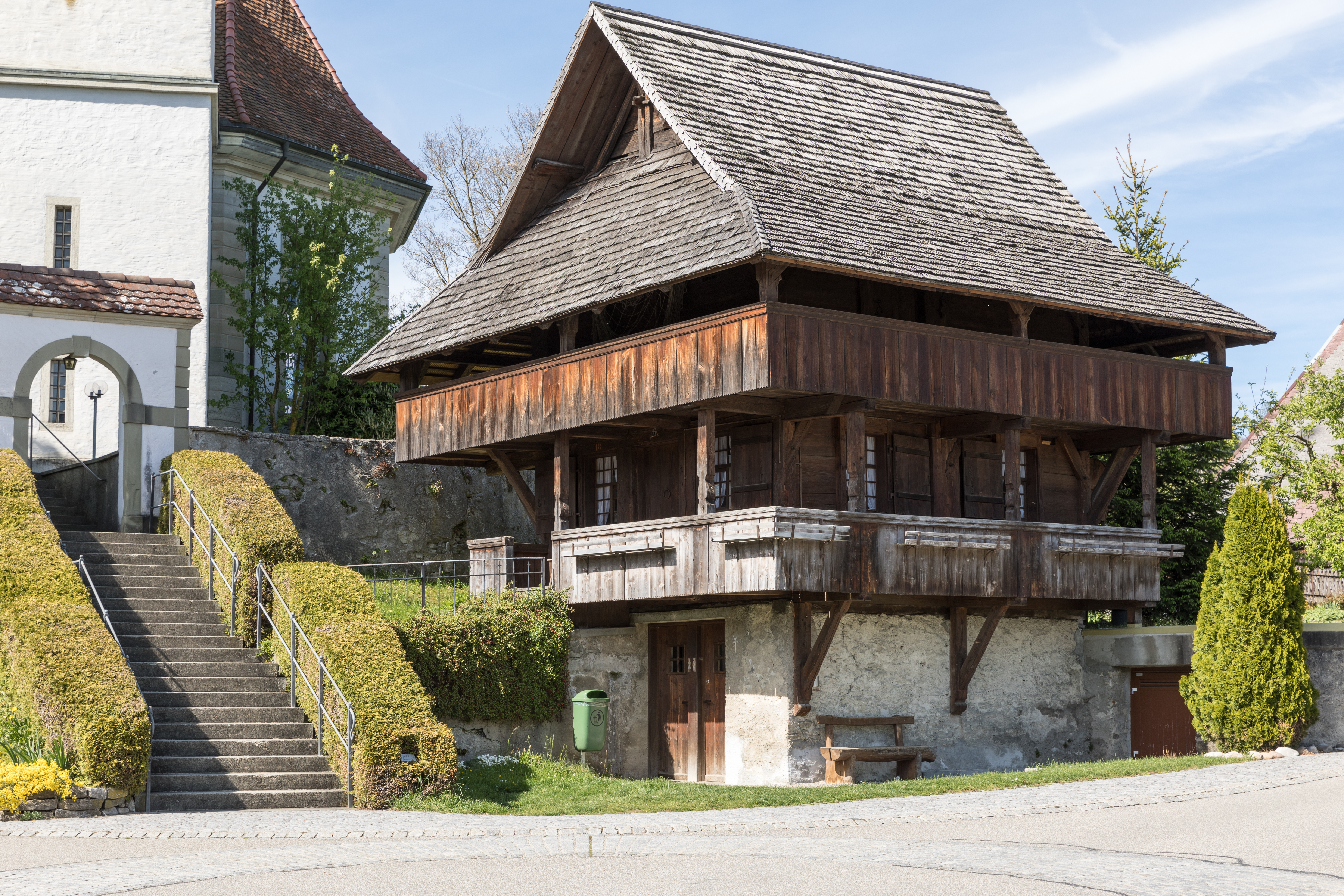
Ehemaliger Zehntspeicher
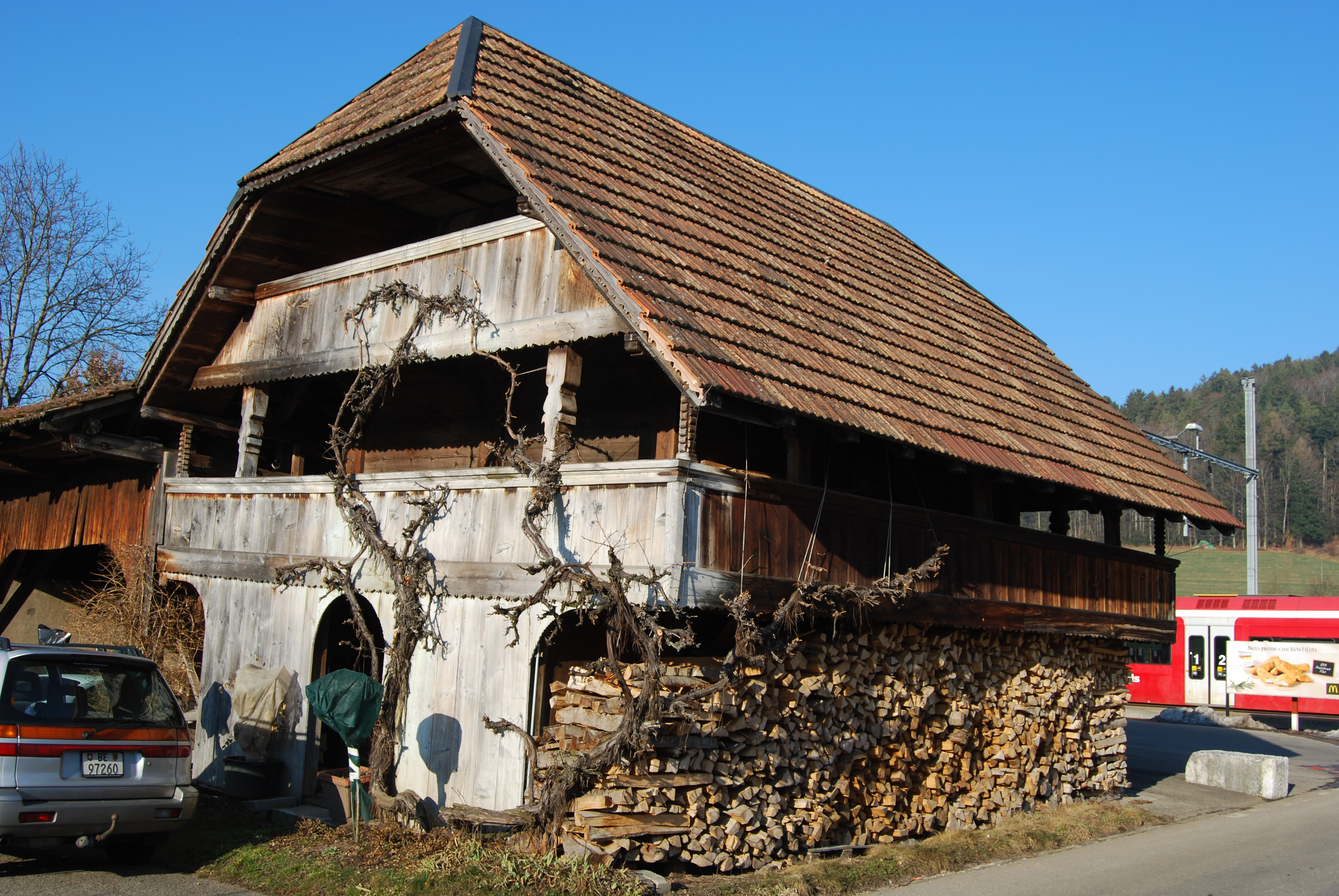
Stadel in Kleindietwil

## Persönlichkeiten
- Jakob Käser (1884–1969), Heimatdichter und Volksschriftsteller